# 印第安敦鎮區 (伊利諾伊州比羅縣)
印第安敦鎮區（英語：Indiantown Township）是位於美國伊利諾伊州比羅縣的一個行政鎮區。

## 地方資料
根據2010年美國人口普查的數據，印第安敦鎮區的面積為94.30平方千米，當中陸地面積為94.10平方千米，而水域面積為0.20平方千米。當地共有人口711人，而人口密度為每平方千米7.54人。